# 短花杜鹃
短花杜鹃（学名：Rhododendron brachyanthum ssp. brachyanthum）为杜鹃花科杜鹃花属下的一个亚种。

## 扩展阅读
- 維基物種上的相關：短花杜鹃